# 不二寺
38°03′07″N 112°39′37″E / 38.05194°N 112.66028°E
不二寺，亦称不二禅院，位于山西太原阳曲县城大运路东。第六批全国重点文物保护单位。

## 简介
该寺始建于北汉乾祐九年（956年），宋至清各朝都或修或毁。不二寺意喻佛教中的“不二法门”。后由原址阳曲县小直峪村搬迁到县城。现存大殿，为三进三出，隐刻斗拱，为“扶壁拱”。殿内供奉释迦牟尼佛、文殊、普贤等，彩塑保留唐朝艺术。东西山墙壁画为明朝。